# تپه قلاخرنه
تپه قلا خرنه مربوط به دوران‌های تاریخی پس از اسلام است و در شهرستان دورود، بخش مرکزی، روستای حشمت آباد واقع شده و این اثر در تاریخ ۲۴ اسفند ۱۳۸۳ با شمارهٔ ثبت ۱۱۷۲۳ به‌عنوان یکی از آثار ملی ایران به ثبت رسیده است.